# Zgromadzenie Narodowe Republiki Serbii
Zgromadzenie Narodowe Republiki Serbii (serb. Народна скупштина Републике Србије) jest to unikameralny parlament Republiki Serbii. Składa się z 250 posłów, wybieranych na 4-letnią kadencję. Obecną, od 20 marca 2022, Przewodniczącą Zgromadzenia Narodowego RS jest Ana Brnabić. Wcześniej, od 2 sierpnia 2022, Przewodniczącym Zgromadzenia Narodowego był Vladimir Orlić, zaś w latach 2020–2022 Ivica Dačić.
Najważniejsze kompetencje:
- możliwość zmiany konstytucji
- ogłaszanie referendum
- ratyfikuje umowy międzynarodowe, gdy obowiązek ich ratyfikacji wynika z przepisów prawnych
- uchwala budżet państwa
- decyduje o wojnie i pokoju
- może wprowadzić stan wojenny
- zatwierdza plany rozwoju gospodarczego
- powołuje rząd oraz kieruje jego pracą
- wyznacza prezesa Banku Narodowego Serbii

## Budynek parlamentu
Budynek parlamentu znajduje się w centrum Belgradu na placu Nikoli Pašicia nr 13. Budynek parlamentu widnieje na banknocie o nominale 5000 dinarów serbskich.
Budowę budynku w stylu akademizmu rozpoczęto w 1907 roku, a zakończono dopiero w roku 1936 - w październiku odbyła się pierwsza sesja parlamentu. Jego architektem był Konstantin Jovanović który zaprojektował budynek w 1892 roku. Projekt na bazie planów jego autorstwa wygrał przetarg na budowę parlamentu w roku 1901.

## Zobacz także
- Lista przewodniczących Zgromadzenia Narodowego Serbii